# ココロ・ボタン
『ココロ・ボタン』は、宇佐美真紀による日本の漫画作品。
『ベツコミ』（小学館）にて2009年6月号から2013年12月号まで連載された。また、2014年2月号から3号連続で番外編が掲載された。単行本全12巻。

## あらすじ
高校の入学式の日、熱が出て廊下でうずくまっているところを助けてくれた男の子・古閑くんに思い切って告白した新奈。面白そうだから、という理由でお試しで付き合うことになった新奈だが、古閑の本性はSだった。古閑の言動にはらはらどきどきしながらの新奈の恋が始まる。

## 登場人物
担当声優は、特別記載がない限りはムービーコミック版での配役
春日 新奈（かすが にいな）
声 - 青山吉能 / 花澤香菜（2010年『最強のちやほやフェア』恋バナ生電話）
特進クラスの女子に「古閑とは釣り合わない」と言われるような平凡な女の子。古閑の意地悪に翻弄されるが、そんなところも好き。
古閑 衛人（こが えいと）
声 - 土岐隼一
特進クラスで新入生代表の挨拶をした秀才。S系男子。自分の言動に振り回される新奈を面白がっている。
春日 葵（かすが あおい）
新奈の妹。中3。夢見がちでふわふわとした雰囲気の新奈と違い、現実主義の厳しい性格で、無愛想、成績優秀なクール美人と、新奈とは全てにおいて正反対。実は姉思い。
サヤカ
声 - 佐藤麗
新奈の親友。
谷 淳平（たに じゅんぺい）
声 - 松岡一平
新奈のクラスメイト。サヤカと仲が良いため、新奈とも自然と仲良くなる。女の子が大好きなプレイボーイ。
千堂 馨子（せんどう かおるこ）
古閑のクラスメイト（特進クラス）。社長令嬢。美人だが性格は良くなく、古閑に近付くなと新奈に忠告する。
長原 朋宏（ながはら ともひろ）
春日家の隣人の大学生。新奈より5歳年上で、新奈の初恋の相手。新奈の家庭教師になる。
速水 学（はやみ まなぶ）
声 - 寺島惇太
衛人の友人。話題の高校生小説家。

## 書誌情報
- 宇佐美真紀 『ココロ・ボタン』 小学館〈ベツコミフラワーコミックス〉 全12巻
  1. 2009年10月26日発売[2]、ISBN 978-4-09-132717-8
  2. 2010年03月26日発売[3]、ISBN 978-4-09-133119-9
  3. 2010年08月26日発売[4]、ISBN 978-4-09-133388-9
    - 「番外編 古閑くんのココロの中」（『ベツコミ』2010年3月号別冊ふろく）収録
    - 「メリクリ番外編」（『ベツコミ』2009年12月号別冊ふろく）収録

  4. 2010年12月24日発売[5]、ISBN 978-4-09-133510-4
  5. 2011年04月26日発売[6]、ISBN 978-4-09-133796-2
  6. 2011年09月26日発売[7]、ISBN 978-4-09-134083-2
  7. 2012年02月24日発売[8]、ISBN 978-4-09-134309-3
  8. 2012年08月24日発売[9]、ISBN 978-4-09-134593-6
  9. 2013年02月26日発売[10]、ISBN 978-4-09-135086-2
  10. 2013年08月26日発売[11]、ISBN 978-4-09-135448-8
  11. 2013年12月26日発売[12]、ISBN 978-4-09-135659-8
  12. 2014年04月25日発売[13]、ISBN 978-4-09-136070-0
    - 番外編 第1話（『ベツコミ』2014年2月号）収録
    - 番外編 第2話（『ベツコミ』2014年3月号）収録
    - 番外編 最終話（『ベツコミ』2014年4月号）収録

### その他
- ココロ･ボタン[14]（『ベツコミ』2018年6月号、『スパイスとカスタード』4巻「ココロ・ボタン」番外編小冊子付き限定版収録）

## ムービーコミック
2016年9月20日より漫画に音声や特殊効果を加えたムービーコミックがdTVで配信中。
- 主題歌：SOLIDEMO『Orange』